# Coldwave
La coldwave è stato un movimento musicale emerso in Francia e Belgio alla fine degli anni '70. Caratterizzato dal suo tono irriverente e distaccato e dall'uso minimale di strumenti elettronici, la scena fu il risultato del passaggio dei gruppi punk ai sintetizzatori portatili convenienti come il Korg MS-20. Inizialmente fu un sinonimo  di ciò che in seguito sarebbe stato definito "darkwave", "goth rock" e "deathrock", ma negli anni che seguirono, il termine "cold wave" è stato assorbito da categorie e generi elaborati in modo retrospettivo come "minimal wave" o "minimal synth".

## Definizione del termine
Il termine "cold wave" è apparso per la prima volta nel numero del 26 novembre 1977 della rivista musicale settimanale britannica Sounds: la didascalia della copertina, che mostrava Ralf Hütter e Florian Schneider dei Kraftwerk, era "New musick: The cold wave". Era l'anno in cui i Kraftwerk realizzarono Trans-Europe Express. Il termine fu ripetuto la settimana seguente sempre nel Sounds dalla giornalista Vivien Goldman, in un articolo sui Siouxsie and the Banshees. Nel 1977, i Siouxsie and the Banshees descrissero la loro musica come "fredda, macchinosa e appassionata allo stesso tempo" e la rivista Sounds profetizzò a loro proposito: "Ascolta il rombo della cold wave dagli anni '70 agli anni '80". Un'altra scena di musicisti francesi e belgi che cantavano in inglese sorse all'inizio degli anni '80. Secondo Vice, le azioni più degne di nota sono state Marquis de Sade, Asylum Party e Twilight Ritual. I gruppi delle origini della coldwave non erano generalmente distribuiti negli Stati Uniti e non cantavano in inglese.
Alla Wierd Records viene attribuito il merito di aver stimolato l'interesse per lo stile negli Stati Uniti, mentre The Liberty Snake Club fece molto per renderlo popolare all'interno del Regno Unito. La compilation della Tigersushi Records So Young But So Cold : Underground French Music 1977 - 1983, curata da Ivan Smagghe nel 2004, è un documento che fotografa quella scena.

## Coldwave francese
La coldwave inizialmente era un termine riferito al movimento New wave francese negli anni ottanta, prendendo ispirazione da band Goth Rock/Post-punk inglesi come Joy Division, The Cure o Siouxsie & The Banshees. Nacquero così band francesi ispirate al movimento in questione come Kas Product, Martin Dupont, Asylum Party, Norma Loy, Clair Obscure, Opera Multi Steel, Charles de Goal, Trisomie 21.

## Coldwave americana
Dalla metà degli anni novanta, il termine "coldwave" è stato usato negli Stati Uniti per descrivere lo stile Industrial americano, principalmente Industrial metal e Industrial rock. Questo stile trae le relative radici in band come Young Gods, Ministry e Nine Inch Nails nella prima metà degli anni novanta.
Album come Burn Out at the Hydrogen Bar dei Chemlab, sono il tipico esempio di coldwave americana.

## Artisti coldwave francese
- Charles de Goal
- Kas Product
- Martin Dupont
- Asylum Party
- Norma Loy
- Clair Obscure
- Opera Multi Steel
- Trisomie 21
- Soror Dolorosa
- Lescop

## Artisti coldwave americana
- 16 Volt
- Acumen Nation
- Beauty
- Bile
- Boy Harsher
- Chainsaws and Children
- Chemlab
- Christ Analogue
- Circle of Dust
- Clay People
- Cubanate
- Cyanotic
- Evil Mothers
- Heavy Water Factory
- Hate Dept.
- Klank
- Kung Fu Jesus
- Lab Animals
- Ministry
- Schnitt Acht
- Static-X